# Cofán
Cofán [kofan], psáno též kofan, je domorodý jazyk čibčské jazykové rodiny, kterým hovoří několik set mluvčích v Ekvádoru a Kolumbii. V Ekvádoru při hranici s Kolumbií je tento jazyk úřední. Tento jazyk se vyučuje na základních školách. Písmo je latinka.

## Vzorový text

### Všeobecná deklarace lidských práv
| cofán | Pûi a'i tsû va andenga ji'fa fae'ngae upatshe kanse'faye. Tsa'kamba tsû injenge pûiyi'khu asi'thaemba injengepa ñu'tshe faengasûma da'ñumbe kanse'faye. |
| česky | Všichni lidé se rodí svobodní a sobě rovní co do důstojnosti a práv. Jsou nadáni rozumem a svědomím a mají spolu jednat v duchu bratrství.              |